# Carol de Hesse
Carol de Hesse (daneză Carl af Hessen-Kassel; germană Karl von Hessen-Kassel) (19 decembrie 1744 – 17 august 1836) a fost membru al Casei de Hesse-Kassel și general danez. Crescut cu rudele sale la curtea daneză și-a petrecut mare parte a vieții sale în Danemarca servind ca guvernator regal al celor două ducate Schleswig-Holstein din 1769 până în 1836.